# آشیان ننگ
آشیان ننگ (انگلیسی: The Traitor's Niche) رمانی از اسماعیل کاداره نویسنده آلبانیایی است که در سال ۱۹۷۸ منتشر شد.